# Nor Aznaberd
Nor Aznaberd (in armeno Նոր Ազնաբերդ?) è un comune di 182 abitanti (2001) della Provincia di Vayots Dzor in Armenia.